# Tappen
La ville de Tappen est située dans le comté de Kidder, dans l’État du Dakota du Nord, aux États-Unis. Sa population s’élevait à 197 habitants lors du recensement de 2010, estimée à 204 habitants en 2018.

## Histoire
La localité a été fondée en 1882. Elle a été nommée en hommage à Sheppard Tappen, un des premiers habitants.

## Source
- (en) Cet article est partiellement ou en totalité issu de l’article de Wikipédia en anglais intitulé « Tappen, North Dakota » (voir la liste des auteurs).

1. ↑  (en) « Population and Housing Unit Estimates » (consulté le 25 juin 2019)
2. ↑  (en) Bureau du recensement des États-Unis, « Census of Population and Housing » (consulté le 30 octobre 2013)
3. ↑  (en) « Population Estimates », Bureau du recensement des États-Unis (consulté le 25 juin 2019)